# Jardin d'Alleray - Procession
Le jardin d'Alleray - Procession est un espace vert du 15e arrondissement de Paris, dans le quartier Saint-Lambert.

## Situation et accès
Le jardin est accessible par le 79, rue d'Alleray.
Il est desservi par la ligne 12 à la station Vaugirard.

## Origine du nom
Il porte le nom Denis-François Angran d'Alleray (1716-1794), dernier seigneur de Vaugirard et à la proximité de la rue de la Procession qui doit son nom aux anciennes processions de la paroisse de l'église Saint-Lambert de Vaugirard qui s'y déroulaient.

## Historique
Le jardin est créé en 1988. Il englobe l'église Notre-Dame-de-l'Arche-d'Alliance, une église d'architecture moderne qui est construite sur 12 hauts pilotis implantés dans le jardin.